# 朝倉景垙
朝倉 景垙（あさくら かげみつ/かげみち）は、戦国時代の武将。朝倉氏の家臣。朝倉景紀の嫡男。

## 略歴
永禄元年（1558年）頃に父・景紀から敦賀郡司職を譲られる。永禄4年（1561年）5月の逸見氏の叛乱鎮圧、永禄6年（1563年）から開始される粟屋勝久攻めに父と共に出陣したと思われる。
永禄7年（1564年）、朝倉義景は加賀国侵攻を決意、大将に朝倉景鏡と朝倉景隆を任命し、9月1日に朝倉軍は加賀へ攻め込んだ。この時、景垙は大将を希望するが義景の許可を得られず、9月2日には加賀の陣中で景鏡と口論となり、敗れて自害した。部将、しかも一門の者が陣中で自害するという異常事態のため、急遽義景自らが総大将として出陣し、侵攻作戦を成功させた。この景垙自害事件により、敦賀郡司家（朝倉景紀）と大野郡司家（朝倉景鏡）の対立は決定的なものとなり、このことが朝倉氏滅亡の遠因ともなった。
なお、景垙の子・七郎は父の自決時まだ2歳であったため、景紀次男の松林院鷹瑳が還俗して朝倉景恒となり、敦賀郡司職を継承した。七郎は景紀の隠居地に移ったが、その後、敦賀に戻ったらしく、義景滅亡後の消息は不明である。